# Taekwondo aux Jeux panaméricains de 2019
Navigation
2015
Les compétitions de taekwondo aux Jeux panaméricains de 2019 ont lieu du 27 au 29 juillet 2019 à Lima, au Pérou. 

## Médaillés

### Kyorugi (combat)

#### Hommes
| Épreuves | Or                   | Argent              | Bronze                   |
| -------- | -------------------- | ------------------- | ------------------------ |
| - 60 kg  | Lucas Guzmán (ARG)   | Brandon Plaza (MEX) | David Kim (USA)          |
| - 60 kg  | Lucas Guzmán (ARG)   | Brandon Plaza (MEX) | Paulo Ricardo Melo (BRA) |
| - 66 kg  | Edival Pontes (BRA)  | Bernardo Pie (DOM)  | Hervan Nkogho (CAN)      |
| - 66 kg  | Edival Pontes (BRA)  | Bernardo Pie (DOM)  | Ignacio Morales (CHI)    |
| - 80 kg  | Miguel Trejos (COL)  | Ícaro Martins (BRA) | José Cobas (CUB)         |
| - 80 kg  | Miguel Trejos (COL)  | Ícaro Martins (BRA) | Moises Hernandez (DOM)   |
| + 80 kg  | Jonathan Healy (USA) | Rafael Alba (CUB)   | Carlos Sansores (MEX)    |
| + 80 kg  | Jonathan Healy (USA) | Rafael Alba (CUB)   | Maicon Andrade (BRA)     |

#### Femmes
| Épreuves | Or                       | Argent                | Bronze                      |
| -------- | ------------------------ | --------------------- | --------------------------- |
| - 49 kg  | Daniela Souza (MEX)      | Talisca Reis (BRA)    | Monique Rodriguez (USA)     |
| - 49 kg  | Daniela Souza (MEX)      | Talisca Reis (BRA)    | Andrea Ramirez (COL)        |
| - 57 kg  | Anastasija Zolotic (USA) | Skylar Park (CAN)     | Nishy Lee Lindo (CRC)       |
| - 57 kg  | Anastasija Zolotic (USA) | Skylar Park (CAN)     | Fernanda Aguirre (CHI)      |
| - 67 kg  | Milena Titoneli (BRA)    | Paige McPherson (USA) | Katherine Dumar (COL)       |
| - 67 kg  | Milena Titoneli (BRA)    | Paige McPherson (USA) | Arlettys Acosta (CUB)       |
| + 67 kg  | Briseida Acosta (MEX)    | Gloria Mosquera (COL) | Madelynn Gorman-Shore (USA) |
| + 67 kg  | Briseida Acosta (MEX)    | Gloria Mosquera (COL) | Raiany Fidelis (BRA)        |

### Poomsae
| Épreuves                 | Or                                                             | Argent                                                        | Bronze                                                                      |
| ------------------------ | -------------------------------------------------------------- | ------------------------------------------------------------- | --------------------------------------------------------------------------- |
| Individuel hommes        | Alex Lee (USA)                                                 | Hugo Del Castillo (PER)                                       | Marco Arroyo (MEX)                                                          |
| Individuel hommes        | Alex Lee (USA)                                                 | Hugo Del Castillo (PER)                                       | Abbas Assadian Jr (CAN)                                                     |
| Individuel femmes        | Paula Fregoso (MEX)                                            | Marcella Castillo (PER)                                       | Karyn Real (USA)                                                            |
| Individuel femmes        | Paula Fregoso (MEX)                                            | Marcella Castillo (PER)                                       | Claudia Cardenas (ECU)                                                      |
| Paires mixtes            | Mexique Leonardo Juarez Ana Ibanez                             | Canada Jinsu Ha Michelle Lee                                  | Pérou Renzo Saux Ariana Vera                                                |
| Équipes mixtes freestyle | États-Unis Ethan Sun Sae-Jin Yi Kayrn Real Andrew Lee Alex Lee | Canada Mark Bush AJ Assadian Jinsu Ha Valerie Ho Michelle Lee | Porto Rico Miguel Rivera Luis Colon Bryan Ribera Fabiola Ruiz Arelis Medina |

## Tableau des médailles
| Rang  | Nation                 | Or | Argent | Bronze | Total |
| ----- | ---------------------- | -- | ------ | ------ | ----- |
| 1     | États-Unis             | 4  | 1      | 4      | 9     |
| 2     | Mexique                | 4  | 1      | 2      | 7     |
| 3     | Brésil                 | 2  | 2      | 3      | 7     |
| 4     | Colombie               | 1  | 1      | 2      | 4     |
| 5     | Argentine              | 1  | 0      | 0      | 1     |
| 6     | Canada                 | 0  | 3      | 2      | 5     |
| 7     | Pérou                  | 0  | 2      | 1      | 3     |
| 8     | Cuba                   | 0  | 1      | 2      | 3     |
| 9     | République dominicaine | 0  | 1      | 1      | 2     |
| 10    | Chili                  | 0  | 0      | 2      | 2     |
| 11    | Costa Rica             | 0  | 0      | 1      | 1     |
| 11    | Équateur               | 0  | 0      | 1      | 1     |
| 11    | Porto Rico             | 0  | 0      | 1      | 1     |
| Total | Total                  | 12 | 12     | 22     | 46    |